# Giraj
Giraj eller Girej var en tatarisk dynasti på Krim, grundad av Hadjdij Giraj som med understöd från Litauen och Polen gjorde Krimhanatet självständigt, antagligen på 1430-talet, och kom sedan att styra khanatet ända fram till dess erövring av Ryssland.
Efter 1475 var ätten Giraj i löst avhängighetsförhållande till den turkiske sultanen, och nådde under 1500- och 1600-talet en tidtals betydande maktställning och utgjorde länge ett allvarligt hot med det ryska väldet. Rysslands konsolidering under Peter den store och landets expansion under Katarina II blev ödesdigra för Krimkhanatet. 1771 erövrades khanatet av ryssarna och införlivades 1783 med ryska riket. Den siste härskaren av ätten Bachti Giraj avled 1801 i landsflykt på Mytilene.